# 拡張少女系トライナリー
『拡張少女系トライナリー』（かくちょうしょうじょけいトライナリー、AUGMENTED REALITY GIRLS TRINARY）は、コーエーテクモゲームス ガストブランドと東映アニメーションが共同製作のアプリとアニメの融合をコンセプトとしたメディアミックス作品。2017年4月よりゲームアプリとアニメが配信された。アプリにて、2018年1月24日から5人目のトライナリーである卯月神楽のチャンネルが追加されている。2018年8月31日にゲームアプリのサービスが終了した。

## あらすじ
2016年に首都圏に突如出現した巨大な繭のような形をした“フェノメノン”と呼ばれる謎の物体。
その内側に取り込まれた人々はフェノメノンの住人、その世界の一部として振る舞うようになってしまう。放っておけばフェノメノンは拡大し範囲を広げてしまうため日本政府は、突発的に出現するフェノメノンを収束するべく行動した。
フェノメノンに侵入しても正気を保つ、適正を持つ少女たちで構成された特別攻撃隊“トライナリー”を結成。
彼女たちは、人の心の暴走が生み出すという“フェノメノン”の中に侵入し終息させるため、その世界を構成する“クラン”との戦いを繰り広げていく。

## 登場人物

### 神楽坂トライナリー
逢瀬 つばめ（おうせ つばめ）
声 - たけだまりこ
赤茶色の髪が特徴の女の子。高校1年生の15歳。出身は静岡県。誕生日は2000年6月7日。FreyMENOWの大ファン。身長157センチメートル。
FreyMENOWのライブを見るため東京に行き、そこでフェノメノンに遭遇したことによって、トライナリーにスカウトされる。
中学時代は病気によって、長期間入院していた。その病気は母親と同じであり、遺伝性のもので重い頭痛が頻繁におこるもの。つばめは2年前に脳の大きな手術をして快復している。何度も生死の境をさまようものの、FreyMENOWの歌を聞いて乗り越えている。
病気で入院している母親を心配している。そのためFreyMENOWのライブ前日に体調を崩した母親のことを想い、行くのを断念しようとするが父親に説得されてライブに行く決心をしている。
戦闘では徒手空拳による戦い方をする。パーソナルカラーは赤。
現実世界では『聖女』と呼ばれており、荒廃した世界を理想社会に変えるために彼らによって教育を受けていた。
國政 綾水（くにまさ あやみ）
声 - 中恵光城
長い黒青色の髪が特徴の女性。大学3年生の21歳。出身は長野県。誕生日は1994年9月14日。愛称は「アーヤ」。トライナリーのリーダーを務めている。身長164センチメートル。
高校までは剣道部に所属していた。趣味はバイクのツーリング。将来の夢は幼稚園教諭になることであり、そのため学部は教育学部。サークルはそれに関連したものに在籍している。サークルの活動で幼稚園で絵本の読み聞かせや、手作りの人形による人形劇を行っている。
最初にトライナリーとなった人物で、トライナリーの中では最年長。
戦闘では剣を使った戦い方をする。パーソナルカラーは青。
現実世界では『天使』と呼ばれており、世界のためにつばめの作ったフェノメノンに自ら志願して突入している。
ガブリエラ・ロタルィンスカ
声 - 八木侑紀
銀色のツインテールが特徴の女の子。中学3年生の14歳。出身はポーランド共和国の首都ワルシャワ。誕生日は2001年10月13日。交換留学生。好きなものは、たこ焼き。プラツキ。こけし。身長145センチメートル。
愛称は「ガブちゃん、ギャヴィ」。
ガブリエラが初等部だったころに、実家が強盗に入られており、母親が殺されている。その経緯は強盗に人質として捕らわれた母親を救おうとして、強盗に向かって撃ったガブリエラの銃弾が母親に被弾して命を落としてしまったものによる。
Botのことをマルザンナと呼んでいる。
戦闘では銃による戦い方をしており、軍や警察からも評価されている。パーソナルカラーは緑。
現実世界では『天使』と呼ばれており、世界のためにつばめの作ったフェノメノンに綾水同様に、自ら志願して突入している。
恋ヶ崎 みやび（こいがさき みやび）
声 - 萩原あみ
黒灰色の髪が特徴の女の子。高校3年生の17歳。出身は高知県。誕生日は1998年7月27日。ほんの少し崩した土佐弁を話す。身長160センチメートル。
特技はクラッキングであり、世界に名を馳せる凄腕のハッカー。トライナリーになる条件として、自身専用のスーパーコンピューターを情報管理庁に要求しているが、貸与の形で受理されている。
Botのことを「相棒」と呼ぶ。
ラビットアニマである、繭とはネット上では長い付き合い。
戦闘では後方支援を担当しており、飛行能力や解析などを行う。パーソナルカラーは紫。
現実世界では『天使』と呼ばれており、世界のためにつばめの作ったフェノメノンに綾水たち同様に、自ら志願して突入している。
卯月 神楽（うづき かぐら）
声 - 平山笑美
金髪の女の子。高校1年生の15歳。誕生日は12月9日。出身は東京都。
つばめと同時期に入隊した新人。ラノベとゲーム好きなオタク。語尾に「ぴょん」とつけて話すなどキャラ作りをしている。身長156センチメートル。
寮暮らしである他のメンバーとは違い、実家から通っている。
正体はつばめが好きなアーティストのFreyMENOW（フレイメノウ）であるが、トライナリーのメンバーたちには黙っていた。
戦闘では空を飛ぶ箒を鎌に変形させ、武器として用いた戦い方と飛行を行う。パーソナルカラーは黄色。
現実世界では『天使』と呼ばれており、大好きな母親を助けるためにつばめの作ったフェノメノンに突入している。
FreyMENOW（フレイメノウ）
作詞から作曲まで手掛けるアーティスト。以前は自身が確立したジャンルであるファンタジーフィーリングを歌っていたが、移籍した事務所の方針でファンタジーメタルを歌っている。東京ドームでライブを行えるほどの人気。
デビューは中学2年生のときで、ドラマのオーディションがきっかけ。
東雲 真幌（しののめ まほろ）
声 - 浅野真澄
濃灰色の髪の女性。特別攻撃隊の隊長を務めており、劇場である神楽坂トライナリーの館長もしている。それだけでなく、教官も務めている。27歳で未亡人。昔、戦場にいたことがある。スパイとしての技術でメイクや変装が得意。女学生に変装したり、つばめにメイクを教えたりしている。
趣味は古い映画のフィルム収集であり、オークションで競り落とす際には金に糸目をつけない。劇場を自分の代で終わらせたくはないと思っている。
劇場のスクリーンは真幌名義のトライガジェットであり、特定のトライガジェットに対して、クランをコネクトできるシステム。トライガジェットであるため、それを経由することでbotは心の司書と会話ができた。
現実世界では、管理庁に反旗を翻すレジスタンスの一員であり、つばめの家庭教師として潜入している。

### 情報管理庁・関係者
皇 千羽鶴（すめらぎ ちはる） / 逢瀬 千羽鶴（おうせ ちはる）
声 - 岩﨑春奈
白い髪の女の子。年齢は15歳相当。身長157センチメートル。
プログラムナビゲーターキャラクター。異世界のプレイヤーに精神世界にダイブさせる能力を与え、ヒロインたちと結婚するよう依頼する。自称非攻略対象。
情報管理庁の長官であり、つばめのセルフクラン。
3サイズはB84・W61・H85。
つばめのセルフクランではあるが、つばめの中にいた本来の人格ではなく、彼らの洗脳によって生まれた人格。その洗脳が強すぎたため、セルフクランにまでなってしまっていた。
日本全土を包むフェノメノンを生み出した存在であり、後にその役目はカレンへと引き継がれている。彼女自身はつばめの下に戻り、カレンがセルフクランとなったことにより、その傘下に入ることとなった。
リプレイスによって、神楽の想像したフェノメノンの世界でつばめの妹となっている。
日向 雛（ひなた ひな）
黒茶色の髪の女の子。身長167センチメートル。快活な少女で、つばめのクラスメートで、システム科の電気電算システム専攻。得意料理は牛乳寒天。15歳。愛称は「ひなこ」。
大の電車好きで七夕祭りよりもテレビの電車特集を優先したり、移動する手段ではなくただ単純に楽しむために電車に乗りにいくほど。
アーヤを尊敬して憧れており、「綾水様」と呼んで慕っている。
クラブ活動として、トライナリー応援団を結成しており、繭・聖翔・ヒカルと共に神楽坂トライナリーでアルバイトをしている。
両親は亡くなっているが、仲の良い兄がいる。自身は恋愛感情を向けるのも向けられるのも苦手だが、他人の恋愛には快く応援する。
光月 繭（こうげつ まゆ）
黒灰色の髪の眼鏡をかけた少女。身長163センチメートル。15歳。つばめのクラスメートで、システム科の情報解析専攻。愛称は「まゆちん」。
周囲には内緒にしているが、メイド喫茶でアルバイトをしている。そこに偶然訪れたみやびにそのメイド喫茶の常連だと思われてしまっている。
裏では「Rabbit Anima」という名でハッカーとして活動しており、「Fatal Queen」であるみやびとは、お互いのリアルを知る前からネット上では長い付き合い。制作するコードが渋いらしく、みやびには正体はオッサンだと思われていた。
ウサギとして、管理庁を疑うクイーン（みやび）の初の理解者。
小金井 聖翔（こがねい きりと）
声 - 新井良平
茶髪の男の子。身長172センチメートル。15歳。通常攻撃隊養成科所属。つばめのクラスメート。幼馴染みである繭のことを密かに好いている。
戦艦好き。
安茂里 ヒカル（あもり - ）
声 - 阿部敦
黒茶色の髪の男の子。身長181センチメートル。15歳。通常攻撃隊養成科所属。つばめのクラスメート。好きな動物は犬。
雛のことを好いており、告白するためのアドバイスをガブリエラに尋ねた。
倉沢 小夜（くらさわ さよ）
綾水の友達の女性。大学では綾水と同じ幼児児童教育学科に在籍している。綾水とは大学に入ってから知り合っている。
藤崎 珠緒（ふじさき たまお）
小柄な女性。つばめ達のクラス担任。生徒からは「たまちゃん先生」と呼ばれている。身長は140センチメートルちょっと。

### その他
如月 音羽（きさらぎ おとわ）
声 - 桑島法子
神楽の親友の女性。神楽とは声質が似ており、所属する音楽事務所も同じ。
神楽から真実を伝えられており、それを知って居てもたってもいられず、来ないでと止められていたFreyMENOWライブに行き、フェノメノンを発症した。
神楽とは初等部のころからの付き合いで、中等部では2人とも演劇部にしょぞくしている。お互い本音を言い合える仲。
テルプシコラ
音羽が発症した姿。女剣士の姿をしたクラン。剣技だけで綾水を圧倒する実力を持っている。
つばめを1度刺し殺しているが、復活したつばめによる謎の力によってクランを分離・破壊されてしまっていた。後に快復している。
國政 領火（くにまさ えりか）
声 - 加隈亜衣
黒茶色の髪の女性。身長165センチメートル。26歳。
綾水の姉。フェノメノン研究の第一人者。昔から色々な発明をしては綾水を困らせており、綾水には距離を置かれてしまっている。子供のころから玩具よりもパーツが好きで、それを使った自作の玩具を作っているような子供だった。今でもパーツ屋巡りをするのが好き。
フランスのエヴェレット脳科学研究所に在籍していたが、企業エンタングルに移籍している。
千羽鶴の考えが許容できないと想い、千羽鶴とbotとの接続を遮断している。存在を抹消されそうになるシンギュラリティを救い、自身の伝いをしてもらっている。
世界の真実を知る人物の1人であり、現在は次元の狭間に身を隠している。2031年の世界では『レディネス』を開発しており、姿をくらませるために自身の死を偽装している。
逢瀬 啓介（おうせ けいすけ）
黒茶色の髪の男性。身長177センチメートル。45歳。つばめの父親。眼鏡をかけたオールバック姿の男性。料理上手で柔道が強い。
つばめが東京で暮らすことには妻の説得により、暫定的ではあるが賛成した。だが、つばめがなかなか家に戻らずに東京に居続けているため、連れ戻しに劇場まで足を運んでいる。
卯月 美佐子（うづき みさこ）
神楽の母親。娘である神楽を救うために自らフェノメノンを発症している。そのクラン「スピネル」は現在、神楽がトライコネクトする際の基本クランとなっている。元占星術士。
スピネル
「スピネル」はゲーム内にてチュートリアルで登場するクランであり、プレイヤーにより倒されている。彼女を保護することが千羽鶴の1つの目的だった。
原初のつばめ
現実世界の本来のつばめ。彼らによって教育を受けた。可愛いつばめと千羽鶴の合わさっていた状態。施設にいたころ髪型を変えさせてもらえず、可愛いつばめの髪型を気に入っている。
千羽鶴が神楽を使って儀式を行っている際に、千羽鶴の頭部に銃撃したのは彼女。
ソイルトン
自我を持ったAI。性別は女性で多くのBotに求婚されている。彼らによって観察されていた。
彼らによって使役される傍らにBotに協力しており、後にライフギャザーを特定する際に活躍している。
一之宮 早希（いちのみや さき）
神楽のマネージャーの女性。髪型はワンレングス。神楽とはいとこになる。
前々から一之宮の家のやり方に不満を持っており、神楽を助けてあげたかったができなかったことを悔やんでいた。
フランチェスク・ロタルィンスカ
ガブリエラの父で銃の師。ポーランド陸軍参謀総長。階級は中佐。射撃の名手。
軍服を着ていなくても軍服を着ているように見える人と評される堅物。
彼を狙った襲撃事件の際に彼を守ろうとした娘の銃撃により妻を喪っている。
ガブリエラがトライナリーとして日本に留学を決めた際に彼女を家から勘当している。
妻を喪ったのはガブリエラのせいでは無いと理解していたが、その辛さの為彼女を遠ざけていた。襲撃事件の記憶を封じていたガブリエラは、より銃の腕を磨き父に近付こうとしたが、それを複雑に思っていた。
ラストエピソードで親子の関係は修復された。

### クラン
ちとせ
声 - 大空直美
愛称は「ちーちゃん」。発症者は読書好きな女子高生「赤城 さやか」。親に高校3年生になるまでスマートフォンを持たせてもらえず、WAVEを始めるのが遅くなり、いじめを受けてフェノメノンに発症してしまっている。
能力は「仮想なものの破壊」。
つばめの専属クラン。
播磨屋藤治郎（はりやまとうじろう）
声 - 石塚運昇
愛称は「とうちゃん」。ライオンの頭部を持つクラン。発症者は江戸っ子の親父さんである「播磨藤治郎」。能力は「シールドの展開など」。
みやびの専属クラン。
ラピスラズリ
声 - 久川綾
愛称は「ラピスちゃん」。発症者はドイツ生まれのハーフの「亜城クラウスナー聡美」。来日してから日本の漫画が好き。
能力は「魔方陣によるシールドの展開」。
神楽の専属クラン。
メタモルガーVFX
声 - 森下由樹子
愛称は「もるがーくん」。発症者は特撮ヒーローが好きな少年「篠崎 裕樹（しのざき ゆうき）」。能力は「飛行」。
みやびの専属クラン。
クワイエット・コルト
声 - 水橋かおり
愛称は「コルト」。銃が好き。発症者は「北原 成人（きたはら なると）」。男性だが、クランの姿は女性となっている。
ヒストンシャペロンに興味がある。
ガブリエラの専属クラン。
リフィール・ペンドラゴン
声 - 小松由佳
愛称は「リフィア」。眼帯を着けた女性のクラン。発症者は「時田 未来（ときた みく）」。
クワイエット・コルトに惚れている。
綾水の専属クラン。
ヒストンシャペロン
声 - かかずゆみ
愛称は「シャペロン」。発症者は代議士の秘書である「武島 ちずる」。能力は全クランの中で一番高い。
綾水の専属クラン。
銀葉樹（ぎんようじゅ）
声 - 立花芽恵夢
愛称は「銀ちゃん」。発症者は花と綺麗な石が好きな子。発症者は「相澤 亜紀（あいざわ あき）」。能力は「身体硬化」。
つばめの専属クラン。
楓雅（ふうが）
声 - 伊藤かな恵
愛称は「フーガちゃん」。可愛い姿のクランではあるが男性のクラン。発症者は男の娘である「立花 清実（たちばな きよみ）」。能力は「時間の流れを遅くする」。
ガブリエラの専属クラン。
クランネフェル
愛称は「ネフェル」。発症者は「香陵 陽子（かりょう ようこ）」。
みやびの専属クラン。
ジョージ
愛称は「ジョージ」。発症者は「羽織 丈二（はおり じょうじ）」。能力は「飛行と洋画主人公のような技能」。
ガブリエラの専属クラン。
スウィーティー
声 - 小林桂子
愛称は「めるちゃん」。発症者は「二階堂 愛瑠（にかいどう める）」。能力は「飛行と箒による魔法」。
神楽の専属クラン。
モーフィアス
声 - 半田裕典
愛称は「ブー太郎」。発症者は朝倉 祥太郎（あさくら しょうたろう）。能力は「一定時間無敵、バグ技、フェノメノンのルールを壊す」。
神楽の専属クラン。

### セルフクラン / 心の司書 / 人格
千羽鶴（ちはる）
つばめのセルフクラン。
カレン・ディサイプロブ・イシュリール
愛称はカレン。つばめの心の司書。
千羽鶴が抜けている間は、暫定的に主人格となっている。
後に、正式につばめのセルフクランとなる。
百鶴（ひゃっかく）
つばめの人格。千羽鶴の命令に従っており、カレンを再教育するための教官になっていた。
水鏡の神子（みかがみのみこ）
綾水のセルフクラン。
エヴェレット
綾水のココロの司書。0x担当。
白烏（しろからす）
綾水の人格。水鏡の神子の祭事を務めており、正装は袴姿。1x担当。
マークスマン
ガブリエラのセルフクラン。
マルザンナ
ガブリエラのココロの司書。0x担当。
リヴォルカ
ガブリエラの人格。
Botのことを「豚」と呼ぶ。1x担当。
なご
みやびのセルフクラン。
シンギュラリティ
みやびのココロの司書。面倒くさがりで、よく眠っている。0x担当。
四十九夜や千羽鶴に消されそうになるが、領火によって救われており、その恩返しとして領火の頼みで他のトライナリーのココロにて作業している。
四十九夜（しじゅうくや）
シンギュラリティに代わり配属されたココロの司書。1x担当。88歳。Botのことを快く思っておらず、これ以上現実のみやびと関わらないように釘をさしている。
セルフクランのなごを心の底から可愛がっており、なごを昇華させることができる『種』を持っていた。
恋ヶ崎「伊」号、恋ヶ崎「呂」号
みやびの人格の2人。司書ではなく、単なる少数派の人格。
アースタシア
神楽のセルフクラン。他のセルフクランとは異なり、力の7割を神楽の創作のために使っている。
ぴょん子
神楽のココロの司書。
通常の人格ではなく、神楽と美佐子の人格が合わさった存在。
月神楽（つきかぐら）
神楽の人格。神楽の中の「破壊」を象徴する人格。性格は素直ではないが、生真面目。
N/A
領火のセルフクラン。

## 用語
トライナリー
総務省情報管理庁管轄 拡張現実特殊戦略隊群 特別攻撃隊や、そこに所属する隊員を指しており、フェノメノンを収束させる能力がある者によって構成される。適正がある者は少ないため、少数で任務に当たる。
世間には公表されていないが、表向きは劇場を拠点としている。情報管理庁自体が、トライナリーのファンサイトを自作自演し、情報操作もしている。
トライガジェット
トライナリーの使う装備。輪の形をしており、メンバー全員が左太股に取り付けている。
フェノメノン
謎の繭。クラン空間と呼ばれる中では発症者の空想が具現化する。
フェノメノンを収束させることができるのは現状ではトライナリーの少女達だけである。
クラン
人間の持つ潜在意識が現実世界に顕在したものであり、フェノメノン内には必ず1体はクランが存在する。
サーバントクラン
トライナリーとコネクトできるクラン。実体を持たず、サーバーの中に存在しており、普段は劇場『神楽坂トライナリー』の館内で過ごしている。
ココロスフィア
生命が持っている精神世界で、他人や本人ですら認識できない。『ココロの司書』と呼ばれる案内人がおり、情報などの把握と整理をしている。
ココロゲート
ココロスフィア内にある記憶や感情への出入り口を指す。ココロゲートに存在する情報によって生命は個を確立している。記憶などは全てが番号付きの部屋に収められている。
WAVE（うぇーぶ）
SNSアプリのチャットツールで、一般に広く普及されている。

## ゲーム
2017年4月12日よりサービス開始のアプリゲーム。少女のオモテウラ恋愛RPG。現実世界にいるプレイヤーが平行世界のヒロインに干渉していく。
スペシャルクランデザイナーはいのまたむつみ、KEI、shirakaba、白身魚、ちょぼらうにょぽみ、凪良、なもり、日向悠二、まもウィリアムズ、美川べるの、モタ、四々九、吉崎観音。
2018年8月31日をもってサービス終了。

## アニメ
2017年4月よりアプリ内分割配信および、バンダイチャンネル、YouTube、ニコニコ動画で配信。アニメーション制作は、『月がきれい』のfeel.が担当する。

### スタッフ
- 原案・音楽プロデューサー - 土屋暁
- 原作 - 情報管理局長企画局広報課
- キャラクター原案 - neco
- 監督 - 川崎逸朗
- シリーズ構成・脚本 - 兵頭一歩、土屋暁
- キャラクターデザイン - 山崎正和、下谷智之
- クリーチャーデザイン - 村山公輔
- プロップデザイン - 高原修司
- 美術監督 - 海津利子
- 色彩設計 - 田川沙里
- 戦闘シーンアニメーション・3Dモデリング - 佐藤美歩
- 撮影監督 - 小池里恵子
- 編集 - 平木大輔
- 音響監督 - 本山哲
- 音楽 - 中塚武
- ゼネラル・プロデューサー - 高木勝裕、鯉沼久史
- プロデューサー - 本川耕平、渡辺亨、細井順三
- アニメーションプロデューサー - 吉田啓祐
- アニメーション制作 - feel.
- 製作 - 東映アニメーション、コーエーテクモゲームス

### 主題歌
オープニングテーマ「テクトラ！ - Yumemille feuille guruRemiX. -」
作詞 - えびずん / 作曲 - 佐伯高志 / 編曲 - 中塚武 / 歌 - TRINARY（たけだまりこ、中恵光城、八木侑紀、萩原あみ、平山笑美）
エンディングテーマ「The Truly Lovely Show !!」
作詞 - 石川絵理 / 作曲・編曲 - 中塚武 / 歌 - TRINARY（たけだまりこ、中恵光城、八木侑紀、萩原あみ、平山笑美）
挿入歌
「Epyllion 〜其は希望と謳う絶望の地での譚詩〜」（EP1）
作詞 - 石川絵理 / 作曲・編曲 - 本田光史郎 / 歌 - FreyMENOW
「Commiato 〜光は闇へと消え、そして訪れる光〜」（EP6）
作詞 - 石川絵理 / 作曲・編曲 - 姉田ウ夢ヤ / 歌 - FreyMENOW feat.TRINARY（平山笑美、たけだまりこ、中恵光城、八木侑紀、萩原あみ）
Extra Music Video
「Sigh-nage 〜吐心感情戦〜」
作詞 - 佐藤舞花 / 作曲 - 川崎里実 / 編曲 - 前口渉 / 歌 - 國政綾水（中恵光城）
「Tak a ja lubię.」
作詞 - 土屋暁 / 作曲・編曲 - 姉田ウ夢ヤ / 歌 - ガブリエラ（八木侑紀）
「Floccinaucinihilipilificator」
作詞 - 鈴木静那 / 作曲・編曲 - 大川茂伸 / 歌 - 卯月神楽（平山笑美）
「BOOLEAN_PARADOX/.」
作詞 - 深川琴美 / 作曲・編曲 - 前口渉 / 歌 - 恋ヶ崎みやび（萩原あみ）
「Metroporitan medicine 〜宇宙の法則でTOKYO〜」
作詞・作曲・編曲 - 川崎里実 / 歌 - 逢瀬つばめ（たけだまりこ）

### 各話リスト
| 話数  | 話数      | 絵コンテ | 演出            | 作画監督                                               | アクション 作画監督 | 総作画監督                 | 配信日         |
| ----- | --------- | -------- | --------------- | ------------------------------------------------------ | ------------------- | -------------------------- | -------------- |
| Act 1 | Episode 1 | 川崎逸朗 | 川崎逸朗        | 村山公輔、高原修司 小菅洋、大高雄太 服部憲知、謝苑倩   | 神谷智大            | 山崎正和                   | 2017年 4月12日 |
| Act 1 | Episode 2 | 川崎逸朗 | 川崎逸朗        | 村山公輔、高原修司 小菅洋、大高雄太 服部憲知、謝苑倩   | 神谷智大            | 山崎正和                   | 2017年 4月12日 |
| Act 1 | Episode 3 | 川崎逸朗 | 川崎逸朗        | 村山公輔、高原修司 小菅洋、大高雄太 服部憲知、謝苑倩   | 神谷智大            | 山崎正和                   | 2017年 4月12日 |
| Act 1 | Episode 4 | 川崎逸朗 | 川崎逸朗        | 村山公輔、高原修司 小菅洋、大高雄太 服部憲知、謝苑倩   | 神谷智大            | 山崎正和                   | 2017年 4月12日 |
| Act 1 | Episode 5 | 川崎逸朗 | 川崎逸朗        | 村山公輔、高原修司 小菅洋、大高雄太 服部憲知、謝苑倩   | 神谷智大            | 山崎正和                   | 2017年 4月12日 |
| Act 1 | Episode 6 | 川崎逸朗 | 川崎逸朗        | 村山公輔、高原修司 小菅洋、大高雄太 服部憲知、謝苑倩   | 神谷智大            | 山崎正和                   | 2017年 4月12日 |
| Act 2 | Episode 1 | 川崎逸朗 | 松下周平        | 高原修司、村山公輔 清水直樹、小菅洋 佐藤元昭、山村俊了 | 神谷智大            | 山崎正和                   | 4月20日        |
| Act 2 | Episode 2 | 川崎逸朗 | 松下周平        | 高原修司、村山公輔 清水直樹、小菅洋 佐藤元昭、山村俊了 | 神谷智大            | 山崎正和                   | 4月26日        |
| Act 2 | Episode 3 | 川崎逸朗 | 松下周平        | 高原修司、村山公輔 清水直樹、小菅洋 佐藤元昭、山村俊了 | 神谷智大            | 山崎正和                   | 5月2日         |
| Act 2 | Episode 4 | 川崎逸朗 | 松下周平        | 高原修司、村山公輔 清水直樹、小菅洋 佐藤元昭、山村俊了 | 神谷智大            | 山崎正和                   | 5月10日        |
| Act 2 | Episode 5 | 川崎逸朗 | 松下周平        | 高原修司、村山公輔 清水直樹、小菅洋 佐藤元昭、山村俊了 | 神谷智大            | 山崎正和                   | 5月17日        |
| Act 2 | Episode 6 | 川崎逸朗 | 松下周平        | 高原修司、村山公輔 清水直樹、小菅洋 佐藤元昭、山村俊了 | 神谷智大            | 山崎正和                   | 5月24日        |
| Act 3 | Episode 1 | 川崎逸朗 | 所俊克          | 高原修司、村山公輔 清水直樹、川島尚 小菅洋、佐藤元昭   | 神谷智大            | 山崎正和                   | 5月31日        |
| Act 3 | Episode 2 | 川崎逸朗 | 所俊克          | 高原修司、村山公輔 清水直樹、川島尚 小菅洋、佐藤元昭   | 神谷智大            | 山崎正和                   | 6月14日        |
| Act 3 | Episode 3 | 川崎逸朗 | 所俊克          | 高原修司、村山公輔 清水直樹、川島尚 小菅洋、佐藤元昭   | 神谷智大            | 山崎正和                   | 6月21日        |
| Act 3 | Episode 4 | 川崎逸朗 | 所俊克          | 高原修司、村山公輔 清水直樹、川島尚 小菅洋、佐藤元昭   | 神谷智大            | 山崎正和                   | 6月28日        |
| Act 3 | Episode 5 | 川崎逸朗 | 所俊克          | 高原修司、村山公輔 清水直樹、川島尚 小菅洋、佐藤元昭   | 神谷智大            | 山崎正和                   | 7月5日         |
| Act 4 | Episode 1 | 川崎逸朗 | 中田誠          | 枡田邦彰、藤井結 辻上彩華                              | 神谷智大            | 枡田邦彰                   | 7月12日        |
| Act 4 | Episode 2 | 川崎逸朗 | 中田誠          | 枡田邦彰、藤井結 辻上彩華                              | 神谷智大            | 枡田邦彰                   | 7月26日        |
| Act 4 | Episode 3 | 川崎逸朗 | 中田誠          | 枡田邦彰、藤井結 辻上彩華                              | 神谷智大            | 枡田邦彰                   | 8月2日         |
| Act 4 | Episode 4 | 川崎逸朗 | 中田誠          | 枡田邦彰、藤井結 辻上彩華                              | 神谷智大            | 枡田邦彰                   | 8月9日         |
| Act 4 | Episode 5 | 川崎逸朗 | 中田誠          | 枡田邦彰、藤井結 辻上彩華                              | 神谷智大            | 枡田邦彰                   | 8月16日        |
| Act 5 | Episode 1 | 川崎逸朗 | 所俊克          | 川島尚、清水直樹 高原修司、藤井結 辻上彩華             | 神谷智大            | 山崎正和 枡田邦彰          | 8月23日        |
| Act 5 | Episode 2 | 川崎逸朗 | 所俊克          | 川島尚、清水直樹 高原修司、藤井結 辻上彩華             | 神谷智大            | 山崎正和 枡田邦彰          | 9月6日         |
| Act 5 | Episode 3 | 川崎逸朗 | 所俊克          | 川島尚、清水直樹 高原修司、藤井結 辻上彩華             | 神谷智大            | 山崎正和 枡田邦彰          | 9月13日        |
| Act 5 | Episode 4 | 川崎逸朗 | 所俊克          | 川島尚、清水直樹 高原修司、藤井結 辻上彩華             | 神谷智大            | 山崎正和 枡田邦彰          | 9月20日        |
| Act 5 | Episode 5 | 川崎逸朗 | 所俊克          | 川島尚、清水直樹 高原修司、藤井結 辻上彩華             | 神谷智大            | 山崎正和 枡田邦彰          | 10月4日        |
| Act 5 | Episode 6 | 川崎逸朗 | 所俊克          | 川島尚、清水直樹 高原修司、藤井結 辻上彩華             | 神谷智大            | 山崎正和 枡田邦彰          | 10月11日       |
| Act 6 | Episode 1 | 川崎逸朗 | 嵯峨敏 川崎逸朗 | 辻上彩華、藤井結                                       | 神谷智大            | 高原修司 山崎正和 辻上彩華 | 10月18日       |
| Act 6 | Episode 2 | 川崎逸朗 | 嵯峨敏 川崎逸朗 | 辻上彩華、藤井結                                       | 神谷智大            | 高原修司 山崎正和 辻上彩華 | 10月25日       |
| Act 6 | Episode 3 | 川崎逸朗 | 嵯峨敏 川崎逸朗 | 辻上彩華、藤井結                                       | 神谷智大            | 高原修司 山崎正和 辻上彩華 | 11月1日        |
| Act 6 | Episode 4 | 川崎逸朗 | 嵯峨敏 川崎逸朗 | 辻上彩華、藤井結                                       | 神谷智大            | 高原修司 山崎正和 辻上彩華 | 11月8日        |
| Act 6 | Episode 5 | 川崎逸朗 | 嵯峨敏 川崎逸朗 | 辻上彩華、藤井結                                       | 神谷智大            | 高原修司 山崎正和 辻上彩華 | 11月15日       |
| Act 6 | Episode 6 | 川崎逸朗 | 嵯峨敏 川崎逸朗 | 辻上彩華、藤井結                                       | 神谷智大            | 高原修司 山崎正和 辻上彩華 | 11月29日       |

### ネット配信
- 2023年7月4日から「東映アニメーションミュージアムチャンネル」（YouTube）でAct 1が配信されている。